# Kristi förklaring

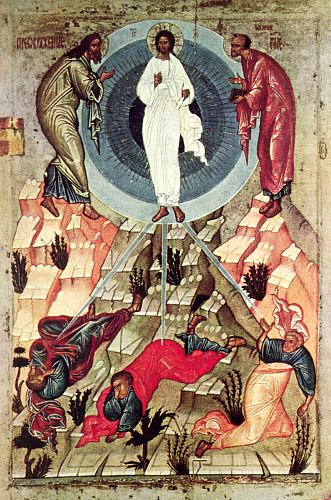
Ikon föreställande Kristi förklaring.

Kristi förklaring är den i evangelierna (Matteusevangeliet 17:1–8, Markusevangeliet 9:2–8, Lukasevangeliet 9:28–36) omtalade händelsen, då Jesu gestalt förvandlades ("förklarades") på ett berg, och blev lysande. Han talar med Mose och Elia och Gud kallar honom för son. Förklaringen framställer Jesus som överlägsen Mose och Elia, de två dominerande profeterna i judendomen. Den stödjer också hans identitet som Guds son. För att bevara hemligheten om att han är Messias förbjöd Jesus sina vittnen (Petrus, Jakob och Johannes) att tala om för någon vad de sett förrän han återuppstått på den tredje dagen efter sin död på korset.
Berget Tabor öster om Nasaret har ibland kopplats samman med Kristi förklaring.
Romersk-katolska kyrkan firar Kristi förklarings dag den 6 augusti. I Svenska kyrkan är den sedan 1500-talet förlagd till Sjunde söndagen efter trefaldighet.

## Bilder

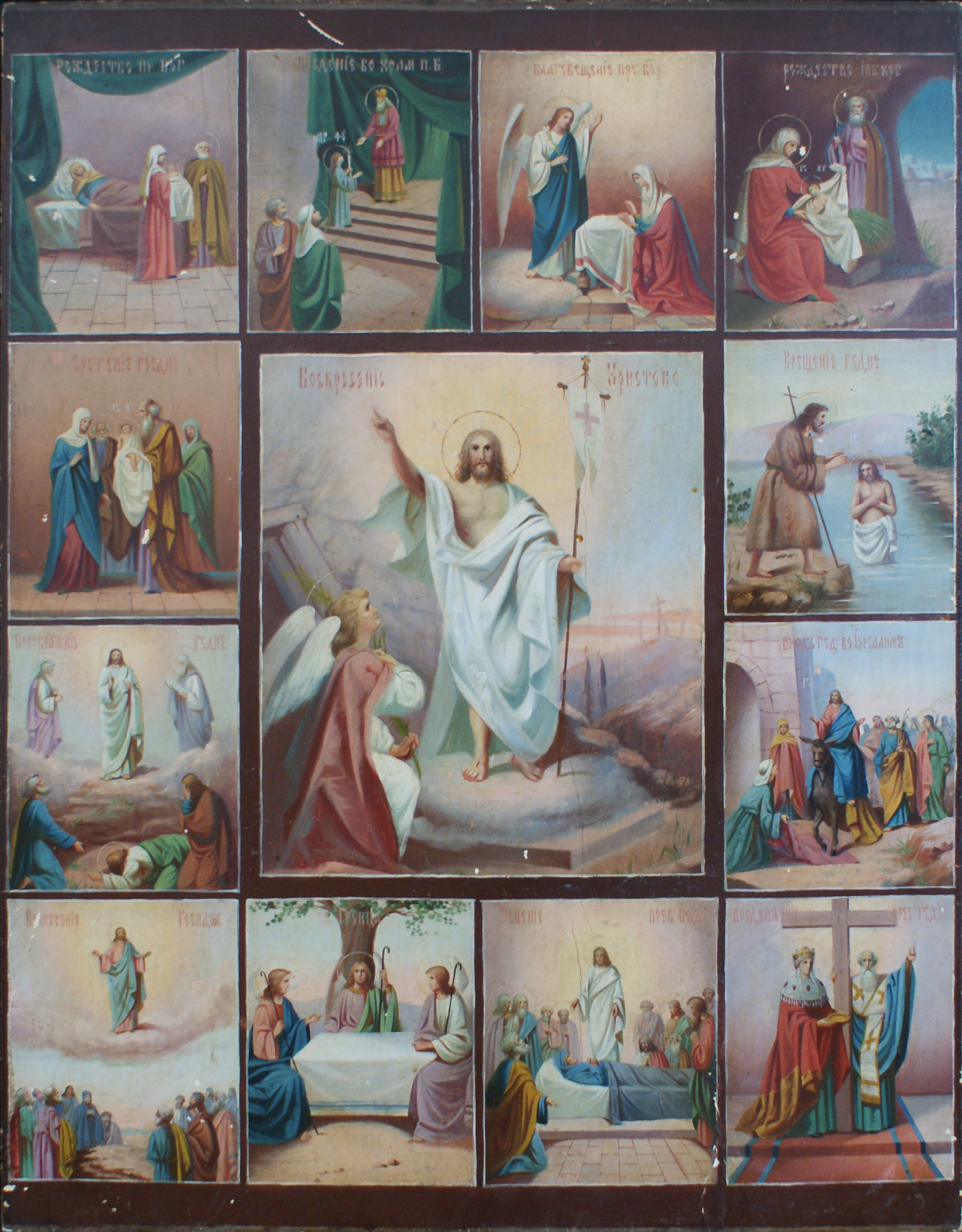
Bildsekvens om Kristi förklaring.